# کیوی استور
کیوی استور (انگلیسی: Kiwi Store) شرکت خرده‌فروشی دانمارکی است، که در سال ۱۹۷۹ تأسیس شد.